# Episodi di Bakuman.
Questa è la lista degli episodi di Bakuman., serie televisiva anime prodotta da J.C.Staff, diretta da Kenichi Kasai e Noriaki Akitaya e tratta dall'omonimo manga scritto da Tsugumi Ōba e illustrato da Takeshi Obata.
La prima stagione di 25 episodi è stata annunciata sul numero 2 del 2010 della rivista Weekly Shōnen Jump ed è stata trasmessa per la prima volta in Giappone sui canali NHK e NHK-E dal 2 ottobre 2010 al 2 aprile 2011. Come sigla di apertura è stato utilizzato il brano Blue Bird eseguito da Kobukuro in due versioni differenti e con differenti video: per gli episodi dal 1 al 13 è stata utilizzata una versione in cui viene cantata la prima strofa del brano, mentre per gli episodi dal 14 al 25 una versione in cui viene cantata la seconda strofa del brano. Come sigle di chiusura sono state utilizzate BAKUROCK ~Mirai no Rinkakusen~ (Bakurock ～未来の輪郭線～?), eseguita da YA-KYIM, per gli episodi dal 1 al 13, e Genjitsu to iu na no kaibutsu to tatakau monotachi (現実という名の怪物と戦う者たち?), eseguita da Yū Takahashi, per gli episodi rimanenti. Per le nazioni europee i diritti sono stati acquistati da Viz Media Europe.
La seconda stagione è composta da 25 episodi e fu annunciata nel dicembre 2010 sempre tramite la rivista Weekly Shōnen Jump; la trasmissione avvenne poi sempre su NHK-E dal 1º ottobre 2011 al 24 marzo 2012. Come sigla di apertura è stato utilizzato il brano Dream of Life eseguito da Itō Shōhei per tutti gli episodi; come sigle di chiusura sono state utilizzate Monochrome Rainbow, eseguita da Tommy Heavenly6, per gli episodi dal 1 al 16, e Parallel, eseguita da Fumiya Sashida, per gli episodi rimanenti.
La terza stagione è composta, come le precedenti due stagioni, da 25 episodi e fu annunciata dopo il successo della seconda nel numero doppio 3-4 del 2012 della rivista Weekly Shōnen Jump. Ha iniziato la trasmissione il 6 ottobre 2012 su NHK-E e si è conclusa il 30 marzo 2013. Come sigla di apertura è stato utilizzato il brano Moshimo no nanashi eseguito da nano.RIPE per gli episodi dal 1 al 13, mentre per gli episodi dal 14 in poi è stato utilizzato il brano 23:40 eseguita da Hyadain e Base Ball Bear. Come sigle di chiusura sono state utilizzate Pride on Everyday, eseguita da Sphere, per gli episodi dal 1 al 13, e Yume Sketch, eseguita da JAM Project, per gli episodi rimanenti.

## Seconda stagione
| Nº | Titolo italiano Giapponese 「Kanji」 - Rōmaji                                        | In onda          | In onda |
| Nº | Titolo italiano Giapponese 「Kanji」 - Rōmaji                                        | Giapponese       |         |
| 1  | Silenzio e Festa 「沈黙と宴」 - Chinmoku to utage                                    | 1º ottobre 2011  |         |
| 2  | Antologia e Book fotografico 「文集と写真集」 - Bunshū to shashinshū                 | 8 ottobre 2011   |         |
| 3  | Finestra e neve 「窓と雪」 - Mado to yuki                                            | 15 ottobre 2011  |         |
| 4  | Correzioni e sopportazione 「テコと我慢」 - Teko to gaman                            | 22 ottobre 2011  |         |
| 5  | Giochi di parole e notizie 「ボケとニュース」 - Boke to nyūsu                        | 29 ottobre 2011  |         |
| 6  | Malattia e determinazione 「病気とやる気」 - Byōki to yaruki                         | 5 novembre 2011  |         |
| 7  | Vita, morte e boicottaggi 「生死と静止」 - Seishi to seishi                          | 12 novembre 2011 |         |
| 8  | Autosospensioni e telefonate 「リコールとコール」 - Rikōru to kōru                   | 19 novembre 2011 |         |
| 9  | Nuovo inizio e basse posizioni in classifica 「再開と下位」 - Saikai to kai          | 26 novembre 2011 |         |
| 10 | Comicità e serietà 「ギャグとシリアス」 - Gyagu to shiriasu                          | 3 dicembre 2011  |         |
| 11 | Manga e gioventù 「マンガと青春」 - Manga to seishun                                 | 10 dicembre 2011 |         |
| 12 | Esperienza e dati 「経験とデータ」 - Keiken to dēta                                  | 17 dicembre 2011 |         |
| 13 | Alleate e compagne 「同盟と同級」 - Dōmei to dōkyū                                   | 24 dicembre 2011 |         |
| 14 | Sospetto e fiducia 「不信と信用」 - Fushin to shin'yō                                | 7 gennaio 2012   |         |
| 15 | Scimmie e matrimonio 「猿と結婚」 - Saru to kekkon                                   | 14 gennaio 2012  |         |
| 16 | Principe e Salvatore 「王子と救世主」 - Ōji to kyūseishu                             | 21 gennaio 2012  |         |
| 17 | Amicizie speciali e ritorno al paese 「特別な仲と田舎」 - Tokubetsu na naka to inaka | 28 gennaio 2012  |         |
| 18 | Denuncia e ruggito 「文句と一喝」 - Monku to ikkatsu                                 | 4 febbraio 2012  |         |
| 19 | Destino e star 「縁と星」 - En to hoshi                                              | 11 febbraio 2012 |         |
| 20 | Amore e rifiuto 「大好きよ否定」 - Daisuki to hitei                                  | 18 febbraio 2012 |         |
| 21 | Egoismo e consiglio 「わがままとアドバイス」 - Wagamama to adobaisu                  | 25 febbraio 2012 |         |
| 22 | Suggerimenti e il migliore 「ヒントとベスト」 - Hinto to besuto                      | 3 marzo 2012     |         |
| 23 | Vincere e perdere 「勝ちと負け」 - Kachi to make                                     | 10 marzo 2012    |         |
| 24 | Immaginazione e presentazione 「表現力と想像力」 - Hyōgenryoku to sōzōryoku          | 17 marzo 2012    |         |
| 25 | Sondaggi e tabelle 「票と表」 - Hyō to hyō                                           | 24 marzo 2012    |         |

## Terza stagione
| Nº | Titolo italiano Giapponese 「Kanji」 - Rōmaji                                 | In onda          | In onda |
| Nº | Titolo italiano Giapponese 「Kanji」 - Rōmaji                                 | Giapponese       |         |
| 1  | Testardaggine e decisione 「意地と決断」 - Iji to Ketsudan                    | 6 ottobre 2012   |         |
| 2  | Ogni sera e unione 「毎晩と融合」 - Mai Ban to Yū Gō                          | 13 ottobre 2012  |         |
| 3  | Ultimo e codice 「ラストと暗号」 - Rasuto to Angō                             | 20 ottobre 2012  |         |
| 4  | Tranquillità e trappola 「余裕と落とし穴」 - Yoyū to Otoshiana                | 27 ottobre 2012  |         |
| 5  | Step e Watch 「ステップとウォッチ」 - Suteppu to uocchi                       | 3 novembre 2012  |         |
| 6  | Pugni e indipendenza 「パンチと1人立ち」 - Panchi to Hitoritachi              | 10 novembre 2012 |         |
| 7  | Foto ricordo e aula 「記念撮影と教室」 - Kinen satsuei to Kyōshitsu           | 17 novembre 2012 |         |
| 8  | Aspirazioni e valutazione 「狙いと評価」 - Nerai to Hyōka                     | 24 novembre 2012 |         |
| 9  | Sicurezza e preparazione 「自信と覚悟」 - Jishin to kakugo                    | 1º dicembre 2012 |         |
| 10 | Discussioni e provocazioni 「考察と挑発」 - Kōsatsu to chōhatsu               | 8 dicembre 2012  |         |
| 11 | Ansia e capovolgimenti 「焦慮と返転」 - Shōryo to Kaeten                      | 15 dicembre 2012 |         |
| 12 | Ardore e disfatta 「熱血と完敗」 - Nekketsu to Kanpai                         | 22 dicembre 2012 |         |
| 13 | Emulazione e inconscio 「模倣と無意識」 - Mohō to Muishiki                    | 29 dicembre 2012 |         |
| 14 | Continuità e intromissione 「連続と阻止」 - Renzoku to Soshi                  | 5 gennaio 2013   |         |
| 15 | Copertina e pagina centrale 「巻頭とセンター」 - Kantō to Sentā               | 12 gennaio 2013  |         |
| 16 | Ultimo capitolo e commenti 「最終話とコメント」 - Saishūwa to Komento         | 19 gennaio 2013  |         |
| 17 | Zombie e demoni 「ゾンビと悪魔」 - Zonbi to akuma                             | 26 gennaio 2013  |         |
| 18 | Settimanale e mensile 「週刊と月刊」 - Shūkan to Gekkan                       | 2 febbraio 2013  |         |
| 19 | Di lunga durata e in un solo colpo 「間延びと一気」 - Manobi to Ikki          | 9 febbraio 2013  |         |
| 20 | Pausa e festa 「息継ぎとパーティー」 - Ikitsugi to Pāti                       | 16 febbraio 2013 |         |
| 21 | Terme e conferma 「温泉と意思確認」 - Onsen to Ishi kakunin                   | 23 febbraio 2013 |         |
| 22 | Correzione e dichiarazione 「訂正と宣言」 - Teisei to Sengen                  | 2 marzo 2013     |         |
| 23 | Microfono e copione 「マイクと台本」 - Maiku to Daihon                        | 9 marzo 2013     |         |
| 24 | Come dovrebbe andare e come andrà 「あり方と終わり方」 - Arikata to Owarikata | 16 marzo 2013    |         |
| 25 | Sogno e realtà 「夢と現実」 - Yume to Genjitsu                                | 30 marzo 2013    |         |